# نيك هيمينغ
نيك هيمينغ (بالإنجليزية: Nick Hemming)‏ هو موسيقي بريطاني، ولد في 17 أبريل 1973 في Burton upon Trent ‏ في المملكة المتحدة.

## وصلات خارجية
- نيك هيمينغ على موقع IMDb (الإنجليزية)
- نيك هيمينغ على موقع ميوزك برينز (الإنجليزية)
- نيك هيمينغ على موقع ديسكوغز (الإنجليزية)